# Aire protégée de Nechako Canyon
Pour les articles homonymes, voir Nechako.
L'aire protégée de Nechako Canyon anglais : Nechako Canyon Protected Area est une aire protégée de la Colombie-Britannique située dans le district régional de Bulkley-Nechako.  Cette aire protégée de 12,46 km2 protège le canyon de la Nechako, un canyon de 7 km de long situé sur la Nechako. Elle a été créée en juillet 2000.